# Iridopsis tristaria
Iridopsis tristaria là một loài bướm đêm trong họ Geometridae.